# Centropogon chontalensis
Centropogon chontalensis är en klockväxtart som beskrevs av Jeppesen. Centropogon chontalensis ingår i släktet Centropogon och familjen klockväxter. Inga underarter finns listade i Catalogue of Life.